# Asthenes sclateri
Asthenes sclateri är en fågel i familjen ugnfåglar inom ordningen tättingar.

## Utbredning och systematik
Fågeln delas in i fyra underarter:
- Asthenes sclateri punensis – förekommer i Anderna i sydöstligaste Peru (Puno) och västra Bolivia (La Paz)
- Asthenes sclateri cuchacanchae – förekommer i Anderna i sydvästra Bolivia (Cochabamba och Potosí)
- Asthenes sclateri lilloi – förekommer i Anderna i nordvästra Argentina (Tucumán, Catamarca och La Rioja)
- Asthenes sclateri sclateri – förekommer i Anderna i norra och centrala Argentina (Sierra de Córdoba)

Den kategoriseras vanligen som del av strimryggig kanastero (Asthenes wyatti), men urskiljs som egen art av eBird/Clements.

## Status
IUCN behandlar arten numera som en del av strimryggig kanastero (A. wyatti), varför den inte längre placeras i någon hotkategori.

## Namn
Fågelns vetenskapliga artnamn hedrar Philip Lutley Sclater (1829-1913), engelsk ornitolog och samlare av specimen.